# Günter Fleskes
Günter Fleskes (* 5. April 1945 in Fahrdorf) ist ein deutscher Politiker (SPD).

## Leben
Fleskes besuchte nach der Mittleren Reife eine Landwirtschaftsschule und studierte an einer Höheren Landbauschule mit dem Abschluss als „Staatlich geprüfter Landwirt“ und der Pädagogischen Hochschule in Flensburg mit dem Ersten und Zweiten Staatsexamen als Lehrer. 1970 trat Fleskes in die SPD ein. 1971 wurde er in den Gemeinderat von Nordstrand gewählt und wurde 1988 Bürgermeister der Gemeinde. Im selben Jahr wurde er im Landtagswahlkreis Husum-Land in den Landtag Schleswig-Holsteins gewählt. Bei der Wahl 1992 errang er erneut das Direktmandat und gehörte dem Landtag bis Ablauf der Wahlperiode 1996 an. 1998 zog er über die SPD-Landesliste als Nachrücker für Hans Wiesen erneut in den Landtag ein.
Fleskes ist verheiratet und hat zwei Kinder.

## Auszeichnungen
- 1998: Bundesverdienstkreuz am Bande